# ПК-35
ПК-35 (фин. PK-35), первоначально Паллокерхо-35 (фин. Pallokerho-35) — футбольный клуб из Хельсинки, участник Первой лиги (второй по значимости лиге Финляндии). Был основан в 1935 году в Выборге. С 2009 по 2016 год клуб базировался в Вантаа.

## История

### Выборгский футбольный клуб
Клуб был основан в 1935 году в Выборге и получил название «Выборгский футбольный клуб» (фин. Viipurin Pallokerho, ViPK). В 1939 году выступал во второй по значимости лиге Финляндии. В ноябре того же года началась Советско-финляндская война и клуб прекратив выступления до 1948 года.

### Переезд в Хельсинки

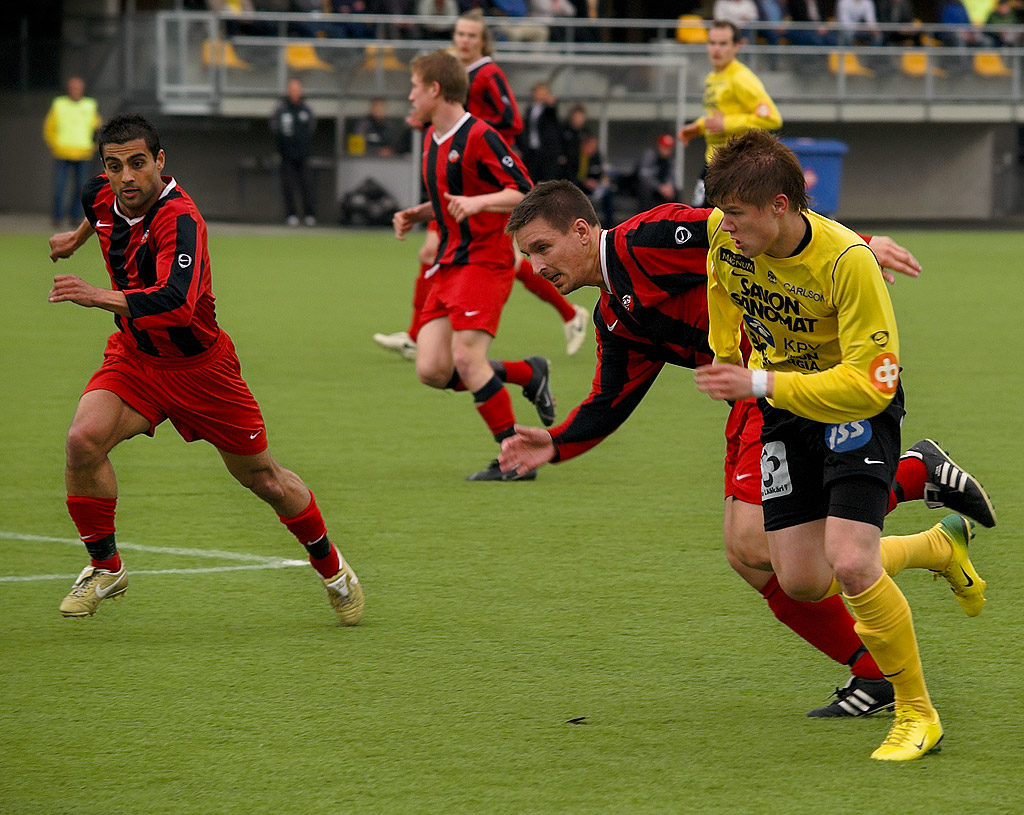
ПК-35 (в красно-черном) против КуПС (в жёлтом), 2007 год.

По итогам Второй мировой войны Выборг отошёл СССР и многие спортивные клубы были вынуждены перебазироваться в другие города Финляндии. В январе 1948 года в Хельсинки клуб был воссоздан. Название клуба было выбрано как «Паллокерхо-35», поскольку из-за давления со стороны Советского Союза использование названий населенных пунктов, потерянных в войне, не допускалось.
С 1950 года клуб базировался в районе Каллио, однако позже перебрался в новый район Хельсинки — Пакила. В 1959 году ПК-35 выиграл региональное первенство и получил право выступать во втором по силе дивизионе.
В 1966 году клуб обосновался в новом жилом районе Пихлаямяки.
В 1997 году ПК-35 занимает второе место в Первой лиге и впервые в своей истории получает право участвовать в Чемпионате Финляндии. В первом же сезоне команда занимает третье место, а также выходит в финал Кубка Финляндии, однако из-за финансовых трудностей не может продолжать участвовать в Чемпионате и финский бизнесмен Харри Харкимо выкупает права на клуб и на его базе основывает «Йокерит». Паллокерхо не прекращает существование, а продолжает выступление в низших лигах. В 2001 году команда выходит в Какконен (третий по силе дивизион), а в 2005 —  в Юккёнен (второй по силе дивизион).

### Переезд в Вантаа

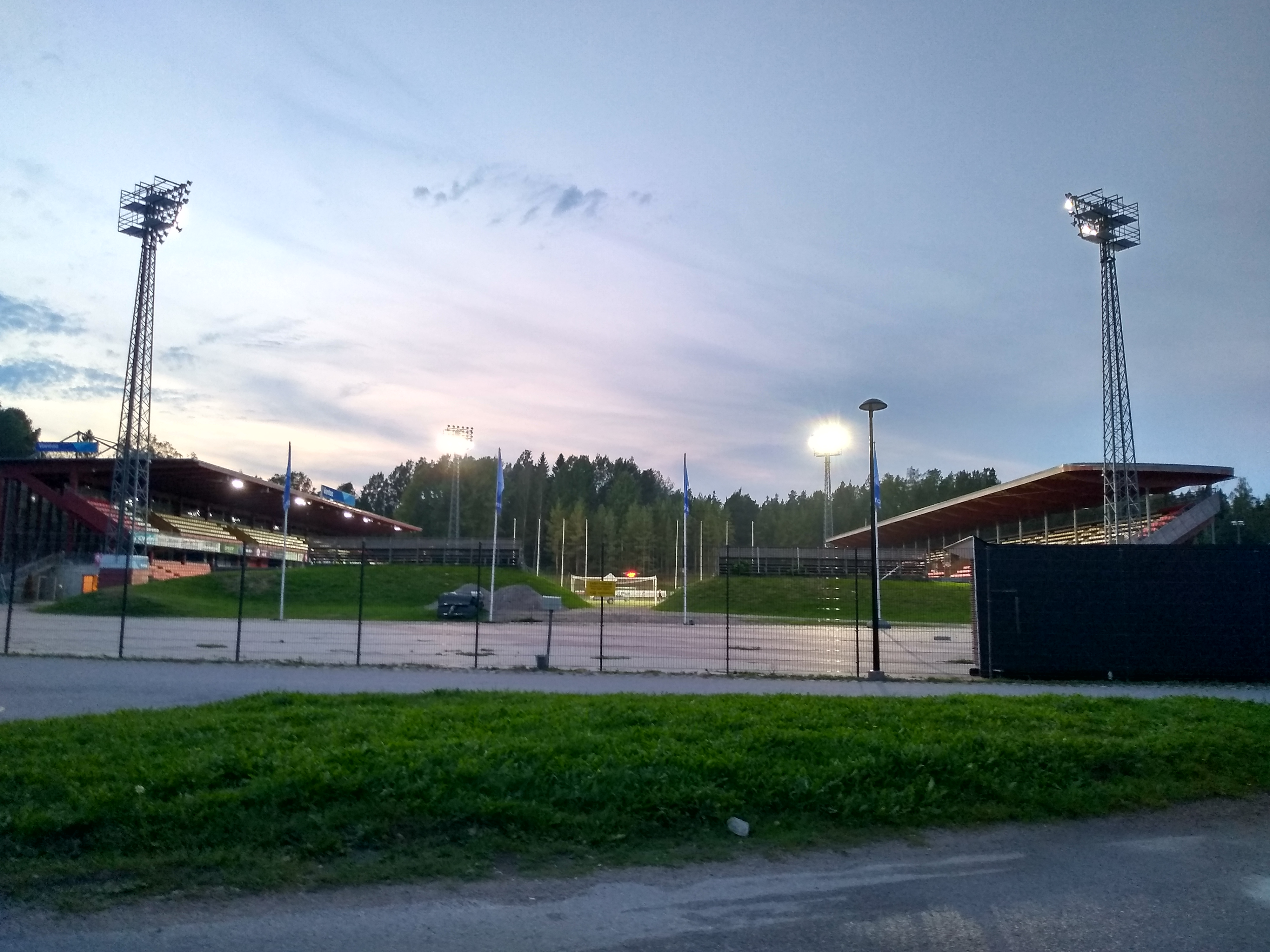
Стадион Мюурмяки — домашняя площадка ПК-35 с 2009 по 2016 годы.

В конце 2008 года мужская и женская команды переезжают в Вантаа на стадион Мюурмяки.
Начиная с сезона 2009 клуб выступал в лиге Юккёнен под названием ПК-35 Вантаа.
В апреле 2015 года «ПК-35» объявил, что вернётся к своему традиционному логотипу, разработанному в 1958 году. Изменения были внесены, чтобы почтить традиции и подчеркнуть связь с Выборгом. Логотип с буквой W отсылает к Выборгу и перелётным птицам. Это напоминает об истории клуба, в ходе которой он сначала сменил Выборг на Хельсинки, а затем переехал в Вантаа.
По итогам сезона 2015 команда ПК-35 занял второе место в лиге Юккёнен и получил право выступать в чемпионате Финляндии. Однако в сезоне 2016 клуб столкнулся с финансовыми трудностями, а так же был лишён 6 очков. В итоге команда заняла последнее место в чемпионате, а для участия в лиге Юккёнен в сезоне 2017 документы не подала. Фактически ПК-35 Вантаа прекратил своё существование.

### ПК-35 Хельсинки
После переезда основной команды в Вантаа, дублирующий состав продолжил выступать в Хельсинки.
Перед сезоном 2011 второй состав Паллокерхо-35 и Футбольный клуб Вантаа (фин. Vantaan Jalkapalloseura, VJS) объединились и подали заявку на участие в лиге Колмонен (четвертый по силе дивизион) под названием PK-35/VJS. Перед сезоном 2015 хельсинкский ПК-35 вновь стал отдельной командой и продолжил выступать в Колмонен под названием PK-35. Домашние матчи команда проводила в Пихлаямяки — районе на севере Хельсинки. После того, как ПК-35 Вантаа был объявлен банкротом, ПК-35 Хельсинки стал единственным представителем клуба. По итогам сезона 2019 ПК-35 получил право вышел в лигу Какконен, а в следующем сезоне — в Юккёнен.

## Результаты выступлений

### ПК-35 Вантаа
| Сезон | Уровень | Дивизион            | Место | Кубок        | Примечания                           |
| ----- | ------- | ------------------- | ----- | ------------ | ------------------------------------ |
| 2009  | 2       | Юккёнен             | 9     | 1/16 финала  |                                      |
| 2010  | 2       | Юккёнен             | 8     | 1/32 финала  |                                      |
| 2011  | 2       | Юккёнен             | 4     | 1/64 финала  |                                      |
| 2012  | 2       | Юккёнен             | 4     | 1/64 финала  |                                      |
| 2013  | 2       | Юккёнен             | 6     | 1/32 финала  |                                      |
| 2014  | 2       | Юккёнен             | 6     | 1/128 финала |                                      |
| 2015  | 2       | Юккёнен             | 2 ▲   | 1/16 финала  |                                      |
| 2016  | 1       | Чемпионат Финляндии | 12 ▼  | 1/4 финала   | Прекратил существование после сезона |

### ПК-35 Хельсинки
| Сезон | Уровень | Дивизион                                  | Место | Кубок        | Примечания                                                                |
| ----- | ------- | ----------------------------------------- | ----- | ------------ | ------------------------------------------------------------------------- |
| 2009  | 4       | Колмонен — Хельсинки и Уусимаа — группа 2 | 6     | 1/64 финала  | До 2017 года — команда резервистов PK-35                                  |
| 2010  | 4       | Колмонен — Хельсинки и Уусимаа — группа 2 | 4     | -            |                                                                           |
| 2011  | 4       | Колмонен — Хельсинки и Уусимаа — группа 2 | 3 ▲   | -            | Перед сезоном объединился с клубов VJS и выступал под названием PK-35/VJS |
| 2012  | 3       | Какконен — Восток                         | 10 ▼  | 1/256 финала | PK-35/VJS                                                                 |
| 2013  | 4       | Колмонен — Хельсинки и Уусимаа — группа 2 | 7     | 1/256 финала | PK-35/VJS                                                                 |
| 2014  | 4       | Колмонен — Хельсинки и Уусимаа — группа 2 | 6     | 1/128 финала | PK-35/VJS                                                                 |
| 2015  | 4       | Колмонен — Хельсинки и Уусимаа — группа 2 |       | 1/64 финала  |                                                                           |
| 2016  | 4       | Колмонен — Хельсинки и Уусимаа — группа 2 |       | -            |                                                                           |
| 2017  | 4       | Колмонен — Хельсинки и Уусимаа — группа 2 | 3     | -            | Становится основным составом PK-35                                        |
| 2018  | 4       | Колмонен — Хельсинки и Уусимаа — группа 1 | 2     | -            |                                                                           |
| 2019  | 4       | Колмонен — Хельсинки и Уусимаа — группа 2 | 1 ▲   |              |                                                                           |
| 2020  | 3       | Какконен                                  | 1 ▲   | -            |                                                                           |
| 2021  | 2       | Юккёнен                                   | 8     | 1/4 финала   |                                                                           |
| 2022  | 2       | Юккёнен                                   | 10 ▼  | 1/4 финала   |                                                                           |
| 2023  | 3       | Какконен                                  | 2 ▲   |              |                                                                           |
| 2024  | 2       | Юккёслиига                                | 6     | 1/8 финала   |                                                                           |